# Hybos liui
Hybos liui är en tvåvingeart som beskrevs av Yang och Merz 2004. Hybos liui ingår i släktet Hybos och familjen puckeldansflugor. Inga underarter finns listade i Catalogue of Life.